# 女囚エマニュエル
『女囚エマニュエル』（じょしゅう - 、原題：イタリア語: Blade Violent - I violenti、英題：Women's Prison Massacre）は、1983年公開のイタリア・フランス合作の女囚映画。
ブルーノ・マッテイが監督を務め、ラウラ・ジェムザーやガブリエル・ティンティ、カルロ・デ・メイヨ、ロレーヌ・ド・セル、Franca Stoppiが出演した。

## あらすじ
エマニュエル（ラウラ・ジェムザー）は、暴力的な女性刑務所に送られる。彼女は刑務所内で“トップドッグ”ことアルビナ（Ursula Flores）と対立し、喧嘩の絶えない日々を送るも、アルビナの腕を折ったり、足にナイフを刺したり、かつらを引き抜いたりなど、やり返していた。
ケンカや口論が続く日々だったが、ある日、“クレイジーボーイ”・ヘンダーソン（ガブリエル・ティンティ）率いる4人の男性死刑囚が刑務所に侵入し、彼女たちの生活が乱されていく。男たちは女囚たちをレイプしたり、切りつけたり、拷問したりして暴虐の限りを尽くすようになる（ロシアンルーレットという病的なゲームもある）。そして、処刑さえ進めていく。
その後、当局が事態を把握し、SWATチームによる突入が図られることになる。そして、刑務所への突入の際に、男性囚人が死ぬ。また、女囚のひとりが、剃刀を膣の中に隠し、誘いかけるようにして自分を抱かせることで、別の男を殺す。ヘンダーソンと残りの男たちは、所長（ロレーヌ・ド・セル）と、エマニュエル、負傷した保安官を人間の盾として脱獄を試みる。
血みどろのフィナーレを迎えるも、エマニュエルと保安官（カルロ・デ・メイヨ）だけが生き残り、保安官は彼女の事件の再捜査を約束する。

## キャスト
- エマニュエル - ラウラ・ジェムザー（英語版）
- “クレイジーボーイ”・ヘンダーソン  - ガブリエル・ティンティ（英語版）
- アルビナ - Ursula Flores
- ラウラ - María Romano
- イレーネ - Antonella Giacomini
- Victor "Geronimo" Brain - Raul Cabrera
- Helmut "Blade" Von Bauer - Pierangelo Pozzato
- Brett O'Hara - Robert Mura
- 刑務所の職員 - Michael Laurant
- モリー - Françoise Perrot

看守
- 看守長 - Franca Stoppi
- ロビンソン地方検事 - Jacques Stany
- ハリソン保安官 - カルロ・デ・メイヨ（英語版）
- コリーン - ロレーヌ・ド・セル（英語版）

刑務所長

## 製作
本作のフランスの出資分は、女性キャストが映画内で着用する下着会社からのものであった。DVD『Women's Prison Massacre』のライナーノートには、「マッテイはGilbert Rousselという名義で、『Women's Prison Massacre』と『Violence in a Women's Prison』を同時進行で撮影した。基本的に同じキャストが出演しているが、両作品は全く異なるものである」と記されている。

## 公開
本作は1983年に公開された。

### 家庭用記憶媒体
2015年12月8日、Shout！Factoryから『Women's Prison Massacre』というタイトルでブルーレイで発売された。本作は、フランスでは『Révolte au pénitencier de filles』、イタリアでは『I violenti』というタイトルで発売されている。また、『Emmanyle in Prison』や『Emmanyle Escapes from Hell』というタイトルでも発売されている。

## レビュー
AllMovieでは、本作を「このジャンルの最も古くからのファンにとっても、『Women's Prison Massacre』は、解剖映像のように面白く、刺激的な作品である。しかし、その不快さゆえに、この映画は、同じキャスト、スタッフ、基本的なプロットを備えたマッテイが監督した1982年の前作（『謎のプリズナー“♀”/女囚No.1369』）が到達した深みには到底及ばない」とレビューされている。